# Rubraea cepheus
Rubraea cepheus is een vlinder uit de familie van de Nymphalidae. De wetenschappelijke naam van deze soort is voor het eerst voorgesteld als Papilio cepheus door Carl Linnaeus in de tiende editie van Systema naturae uit 1758.

## Verspreiding
Deze soort komt voor in de bossen van Oost-Nigeria, Kameroen, Gabon, Centraal-Afrikaanse Republiek, Congo-Brazzaville, Congo-Kinshasa, Zuid-Soedan, Oeganda, Tanzania, Angola, Zambia en Malawi. 

## Ondersoorten
- Rubraea cepheus cepheus (Linnaeus, 1758) (Nigeria, Kameroen, Gabon, Centraal-Afrikaanse Republiek, Congo-Brazzaville, Congo-Kinshasa, Zuid-Soedan, Oeganda, Angola, Zambia)
- Rubraea cepheus bergeriana (Pierre, 1979) (Tanzania, Malawi)
  - = Acraea bergeriana Pierre, 1979
  - = Acraea cepheus bergeriana Pierre, 1979

## Waardplanten
De rups leeft op diverse soorten van het geslacht Oncoba (Salicaceae) waaronder Oncoba crepiniana, Oncoba dentata en Oncoba welwitschii.